# EarthBound (serie)

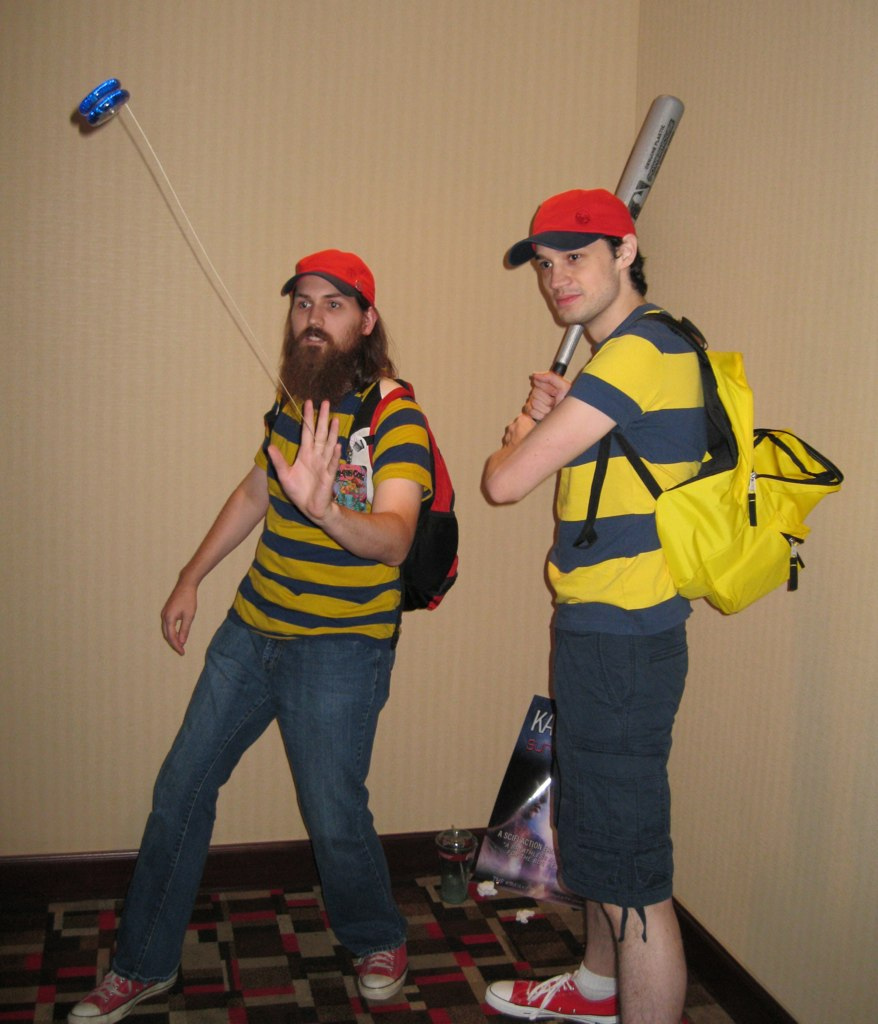
Due cosplayer di Ness

La serie di videogiochi EarthBound, conosciuta in Giappone come Mother (MOTHER マザー?, Mazā), consiste in tre videogiochi di ruolo giapponesi scritti da Shigesato Itoi e pubblicati da Nintendo: EarthBound Beginnings per Nintendo Famicom del 1989, EarthBound per Super Nintendo del 1994, e Mother 3 per Game Boy Advance del 2006.
Caratterizzata da meccaniche di gioco tipiche della serie Dragon Quest, Mother è noto per il suo senso dell'umorismo, l'originalità e gli spunti parodistici. Il giocatore utilizza armi e poteri psichici per combattere nemici ostili, tra cui oggetti di uso quotidiano animati, alieni e persone sottoposte al lavaggio del cervello. Gli elementi distintivi della serie includono un approccio spensierato alla trama, sequenze di battaglia con sfondi psichedelici e il "misuratore di PV a rotazione": i punti vita del giocatore scendono come un contachilometri anziché essere immediatamente sottratti, consentendo al giocatore di intraprendere azioni preventive, come curare i danni subiti, o terminare la battaglia prima che il danno sia completamente inflitto.
Durante una visita a Nintendo per altri affari, Itoi si rivolse a Shigeru Miyamoto chiedendogli di creare Mother. Quando il sequel venne approvato, Itoi ha aumentato il suo coinvolgimento nel processo di progettazione durante lo sviluppo quinquennale di EarthBound. Ai localizzatori inglesi di EarthBound furono concesse grandi libertà durante la traduzione delle allusioni culturali del gioco giapponese. La versione americana vendette poco nonostante un budget di marketing multimilionario. Mother 3 era originariamente previsto per  Nintendo 64 e il suo accessorio per l'unità disco 64DD, ma fu tuttavia annullato nel 2000. Tre anni dopo, il progetto fu rilanciato per Game Boy Advance insieme a una riedizione di Mother e Mother 2 nella cartuccia combinata Mother 1 + 2. Mother 3 abbandonò il progresso della grafica 3D per uno stile 2D e risultò un bestseller. EarthBound venne ripubblicato per la Virtual Console Wii U nel 2013 e Mother venne tradotto lingua inglese nel 2015 per la stessa piattaforma, ribattezzato EarthBound Beginnings.
EarthBound è ampiamente considerato un classico dei videogiochi ed è incluso in numerose top ten. In assenza di un continuo supporto ufficiale per la serie, i membri della comunità di fan di EarthBound si sono organizzati online per sostenere ulteriori pubblicazioni della serie attraverso petizioni e fan art. I loro progetti includono una traduzione completa da fan di Mother 3, un documentario a figura intera e un sequel di fangame diventato un successore spirituale chiamato Oddity. Ness, il protagonista di EarthBound, ha ricevuto visibilità per la sua inclusione in tutti e cinque i titoli della serie Super Smash Bros., nella quale compaiono anche numerosi luoghi e personaggi della serie.

## Episodi

### EarthBound Beginnings (Mother)
Il primo episodio della serie è uscito nel solo Giappone il 27 luglio 1989, in esclusiva per console Famicom di Nintendo. Fu ideato da Shigesato Itoi con la collaborazione di Shigeru Miyamoto, sviluppato dalla Ape  e pubblicato da Nintendo. Il titolo fu di seguito annunciato nel 2015 per essere distribuito nei paesi al di fuori del Giappone con il titolo di Earthbound Beginnings e come software scaricabile nel Nintendo eShop del Wii U.

### EarthBound (Mother 2: Gyiyg no gyakushu)
Il secondo episodio della serie, conosciuto in Giappone come Mother 2 e negli Stati Uniti come EarthBound, fu sviluppato da un team differente da quello del primo capitolo, e pubblicato per Super Famicom il 27 agosto 1994 in Giappone, e il 5 giugno 1995 per Super Nintendo negli Stati Uniti. Nel 2013 venne infine distribuito anche in Europa come software del Nintendo eShop del Wii U e nel 2016, nel Nintendo eShop del New Nintendo 3DS

### Mother 1 + 2
Si tratta di un bundle uscito per Game Boy Advance che includeva i primi due capitoli della serie, Mother 1 e Mother 2, uscito solo in Giappone, il gioco presenta minime modifiche ai due giochi originali come l'adattamento per lo schermo del Game Boy Advance e la modifica leggera di alcune musiche.

### Mother 3
Il terzo episodio della serie, Mother 3 in Giappone, fu inizialmente annunciato nel 1996 per Nintendo 64DD, e secondo le intenzioni iniziali degli sviluppatori, negli Stati Uniti sarebbe dovuto chiamarsi EarthBound 64. L'insuccesso della periferica Nintendo 64DD e la sua uscita prematura dal mercato, cancellarono momentaneamente il progetto.
Mother 3 vide finalmente la luce anni più tardi, il 20 aprile 2006, per Game Boy Advance, ma solo in Giappone. Tre anni prima, il 20 giugno 2003, per la stessa console era uscito Mother 1 + 2, contenente i primi due episodi della serie in versione originale

## Accoglienza
In 1001 Video Games You Must Play Before You Die, Christian Donlan ha scritto che la serie Mother è un "massiccio franchise di giochi di ruolo" in Giappone paragonabile a quello di Final Fantasy e Dragon Quest, sebbene non goda della stessa popolarità in Occidente. IGN ha affermato che la serie era stata trascurata da Nintendo in Nord America, dove era stato pubblicata solo una delle tre versioni di Mother. Donlan ha aggiunto che le stranezze della serie non si sono prestate alla popolarità occidentale. Jordan Jackson di RPGamer ha dichiarato che la serie è "nota per il suo stravagante senso dell'umorismo, l'originalità e i suoi giovanissimi protagonisti", e Luke Plunkett di Kotaku ha affermato che i giochi erano diversi da tutti gli altri videogiochi in quanto suscitavano "autentiche emozioni nei giocatori oltre... all'eccitazione e alla paura" con una storia "affascinante", "commovente" e "tragica".
Mother è stato il sesto gioco più venduto del 1989 in Giappone, dove ha venduto circa 400 000 copie. I critici hanno notato le somiglianze del gioco con la serie Dragon Quest e la sua simultanea "parodia" dei tropi del genere. Hanno inoltre ritenuto che il sequel del gioco, EarthBound, fosse molto simile e nel complesso una migliore implementazione delle idee di gioco di Mother. I revisori hanno anche notato l'elevato livello di difficoltà del gioco e vari problematiche nel bilanciamento. Jeremy Parish di USgamer ha affermato che la sceneggiatura di Mother era "nitida come quella di EarthBound", ma ha ritenuto che le meccaniche di gioco dell'originale fossero scadenti, prive del "contatore HP rotante" e di incontri non casuali per i quali sarebbero divenute note le voci successive della serie. Parish, scrivendo in precedenza per 1UP.com, dichiarò anche che rispetto a EarthBound, Mother è "peggiore in quasi ogni aspetto", e importante meno per il suo gioco reale e più per l'interesse che ha generato nell'emulazione dei videogiochi e nella conservazione dei giochi inediti.
EarthBound ha venduto circa 440 000 copie in tutto il mondo, di cui circa 300 000 in Giappone e circa 140 000 negli Stati Uniti. Inizialmente ricevette pochi elogi dalla critica della stampa americana e vendette male negli Stati Uniti: circa 140 000 copie, contro il doppio del Giappone. Kotaku ha descritto l'uscita americana di EarthBound nel 1995 come "un disastro" e ha incolpato le scarse vendite di "una bizzarra campagna marketing" e la grafica "cartoonesca" oltre il gusto medio dei giocatori. Diversi revisori hanno descritto il gioco come "originale" o "unico" e hanno elogiato la gamma di emozioni, l'umorismo, l'atmosfera allegra e affascinante e l'ambientazione del "mondo reale", vista come una scelta insolita. Dalla sua uscita, la localizzazione inglese del gioco ha ottenuto numerosi elogi e i revisori successivi hanno riferito che il gioco era invecchiato bene.
Prima della sua uscita, Mother 3 era nella "top five dei giochi più attesi" di Famitsu e in cima alle classifiche dei giochi preordinati giapponesi. Ha venduto circa 200 000 unità nella sua prima settimana di vendite in Giappone ed è stato uno dei primi 20 giochi più venduti in Giappone per la prima metà del 2006. In confronto, il rilascio di Mother 1 + 2 del 2003 aveva venduto circa 278 000 copie in Giappone nel suo primo anno, e una "value selection" della ristampa della cartuccia ha venduto 106 000 copie in Giappone nel 2006. Mother 3 ha ricevuto un punteggio "Platinum Hall of Fame" di 35/40 da Famitsu. I revisori hanno elogiato la sua narrativa (sebbene fosse disponibile solo in giapponese) e la grafica, e si sono lamentati delle sue meccaniche di gioco di ruolo da anni novanta. Il comparto sonoro ha ricevuto vari elogi. Jackson ha affermato che il gioco era un po' più semplice e più breve del resto della serie.